# Aluizio Lage
Aluizio Courrage Lage, conhecido como Gordinho Fenomenal (Rio de Janeiro, 11 de março de 1919 — , ) foi um nadador brasileiro, que participou de uma edição dos Jogos Olímpicos pelo Brasil.

## Trajetória esportiva
Era nadador afiliado ao Fluminense e fez parte da equipe de revezamento recordista sul-americana na prova dos 4x200 metros nado livre.
Nas Olimpíadas de 1936 em Berlim, participou das provas dos 400 metros nado livre e do revezamento 4x200 metros livre, não chegando à final das provas.